# Chordeiles rupestris
El añapero blanco, añapero arenisco, chotacabras arenisco, chotacabras pechiblanco, pucuyo menor o aguaitacamino blanco (Chordeiles rupestris), es una especie de ave caprimulgiforme de la familia Caprimulgidae. Se encuentra en Bolivia, Brasil, Colombia, Ecuador, Perú y Venezuela. Su hábitat natural son zonas de arbustos tropicales o subtropicales secos, ríos y zonas previamente boscosas muy degradadas.